# Bolsa de Turismo de Lisboa
A Bolsa de Turismo de Lisboa (BTL) é a principal feira dedicada ao sector do turismo em Portugal. Realiza-se anualmente em Lisboa, em Portugal, na Feira Internacional de Lisboa (FIL).
Em 2018, o evento teve uma participação recorde de expositores e participantes, com um afluxo de 77 mil visitantes. Esta edição contava com o espaço BTL LAB & TRENDS, destinado à inovação
Em 2019, a exposição ocupou quatro pavilhões da FIL, mantendo o espaço BTL LAB, acrescentando a BTL CULTURAL, espaço desenvolvido em parceria com a Fundação Calouste Gulbenkian, com programação própria, e destinado às entidades culturais. Nesta edição, a exposição foi visitada por 70 mil pessoas, ex aequo entre profissionais e público em geral.
A edição de 2020, a 32.ª, que deveria ter ocorrido entre 11 e 15 de março, foi adiada para 27 a 31 de maio, devido à pandemia de Covid-19.

## Edições
| Edição | Ano  | Data                         | Afluência | Fonte         |
| ------ | ---- | ---------------------------- | --------- | ------------- |
| 19.ª   | 2007 | 24 a 28 de janeiro           |           | [ 8 ]         |
| 20.ª   | 2008 | 16 a 20 de janeiro           |           | [ 9 ]         |
| 21.ª   | 2009 | 21 a 25 de janeiro           |           | [ 10 ]        |
| 22.ª   | 2010 | 13 a 17 de janeiro           |           | [ 11 ]        |
| 23.ª   | 2011 | 23 a 27 de fevereiro         |           | [ 12 ]        |
| 24.ª   | 2012 | 29 de fevereiro a 4 de março |           | [ 13 ]        |
| 25ª    | 2013 | 27 de fevereiro a 3 de março | +50000    | [ 14 ] [ 15 ] |
| 26ª    | 2014 | 12 a 16 de março             |           | [ 16 ]        |
| 27.ª   | 2015 | 25 de fevereiro a 1 de março | 72096     | [ 17 ]        |
| 28.ª   | 2016 | 2 a 6 de março               | ‭75418‬     | [ 17 ] [ 18 ] |
| 29.ª   | 2017 | 15 a 19 de março             | 78001     | [ 19 ]        |
| 30.ª   | 2018 | 28 de fevereiro a 4 de março | 77000     | [ 4 ]         |
| 31.ª   | 2019 | 13 a 17 de março             | 70000     | [ 7 ] [ 5 ]   |
| 32.ª   | 2020 | 27 a 31 de maio (previsto)   |           | [ 7 ]         |